# Selben
Selben  ist ein Ortsteil der Großen Kreisstadt Delitzsch im Landkreis Nordsachsen des Freistaates Sachsen. Der Ort wurde am 1. Januar 1994 nach Döbernitz eingemeindet und gehört mit diesem seit dem 1. März 2004 zu Delitzsch.

## Geographische Lage
Selben liegt südöstlich von Delitzsch am Strengebach, einem Zufluss des Lobers.

## Geschichte
Selben gehörte bis 1815 zum kursächsischen Amt Delitzsch. Durch die Beschlüsse des Wiener Kongresses kam der Ort zu Preußen und wurde 1816 dem Kreis Delitzsch im Regierungsbezirk Merseburg der Provinz Sachsen zugeteilt, zu dem er bis 1952 gehörte. Am 1. Juli 1950 wurde Zschepen eingemeindet. Im Zuge der Kreisreform in der DDR 1952 wurde Selben dem neu zugeschnittenen Kreis Delitzsch im Bezirk Leipzig zugeteilt, welcher 1994 im Landkreis Delitzsch aufging.
Am 1. Januar 1994 erfolgte der Zusammenschluss von Brodau, Döbernitz, Beerendorf und Selben zur Gemeinde Döbernitz. Durch die Eingemeindung von Döbernitz in die Stadt Delitzsch sind Selben und Zschepen seit dem 1. März 2004 Ortsteile der Stadt Delitzsch.

## Verkehr
Westlich Orts verläuft die Bahnstrecke Bitterfeld–Leipzig. Der nächstgelegene Bahnhof befindet sich in Delitzsch. 

## Kultur und Religion

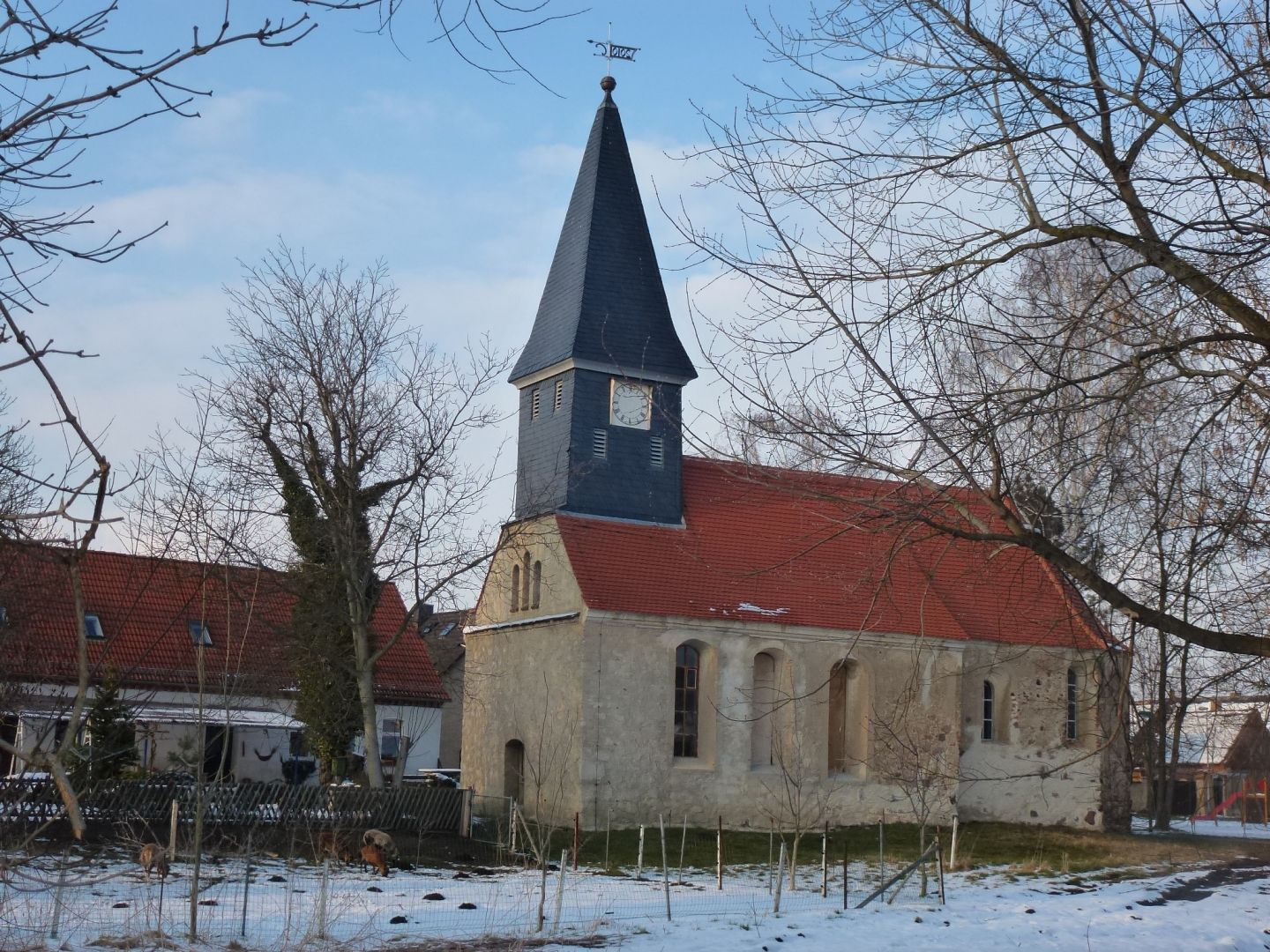
Kirche-Selben

Die Kirche von Selben ist ein spätgotischer Saalbau aus Feldsteinen aus dem 15. Jahrhundert. Sie verfügt über einen turmartigen Dachreiter und einen über 300 Jahre alten Kanzelaltar. Durch das Absinken des Grundwassers infolge der Braunkohleförderung entstanden Schäden am Gebäude, das deswegen in den 1980er Jahren gesperrt wurde. Ab 2006 fanden Sicherungsmaßnahmen statt. Der nach dem Ende der Kohleförderung wieder steigende Grundwasserspiegel verursachte aber ebenfalls Schäden, sodass das Gebäude 2019 erneut gesperrt wurde.
Die Kirche von Zschepen stammt aus dem 17. Jahrhundert.
Örtliche Vereine sind der SV Grün-Weiß Selben und der Carneval-Club Selben/Zschepen.